# トロピカミド
トロピカミド（Tropicamide）とはムスカリン性アセチルコリン受容体阻害薬の一つである。商品名サンドール、ミドリン。点眼薬として、眼科の診断・治療を目的とする散瞳と調節麻痺に用いられる。

## 効能・効果
水晶体、硝子体液、網膜の検査を容易にするために使用される。
トロピカミドはムスカリン拮抗薬であり、点眼すると短時間の散瞳作用と毛様体筋麻痺作用を示す。作用持続時間は比較的短く4〜8時間で、散大眼底検査等の眼検査の際に用いられるほか、眼科手術の前後にも用いられる。トロピカミド点眼液は前眼房の葡萄膜炎や後眼房の癒着防止、前眼房の炎症軽減等にも使用される。
トロピカミドがアドレナリン作動薬であるノルフォレドリンと併用されることがある。交感神経作動薬を使用すると瞳孔散大筋を直接刺激して瞳孔が散大する。

## 禁忌
毛様体筋を弛緩させシュレム管を縮小させるため、眼房水の排出が困難になる事から、閉塞および開放隅角緑内障ともに禁忌であるほか、狭隅角や前房が浅い等の眼圧上昇の素因がある場合には使用してはならない。

## 副作用
眼瞼炎（眼瞼発赤・腫脹）、瘙痒感、発疹、蕁麻疹、眼圧上昇、結膜炎（結膜充血・浮腫）が起こることがあるとされるが、その頻度は不明である。
トロピカミドは過半数の使用者に一時的な刺激感と若干の眼圧上昇をもたらす。滴下後に発赤または結膜炎、霧視、近視を起こす（ので、車の運転は視力が正常に戻るまでしてはならない）。極稀にトロピカミドで急性閉塞隅角緑内障の発作が発生する。前眼房狭隅角が素因となるので、使用者は事前に素因を把握していなければならない。
アトロピンでは霧視が1週間近く続く事があるが、トロピカミドの半減期は短いので、アトロピンよりも好んで使われる。アトロピンの方が刺激感は少ないが、大量全身投与した場合の毒性は高く、小児のみならず成人でも致死的な転帰を辿ることがある。
トロピカミドの全身性の副作用は稀である。

## 薬理作用
トロピカミドは瞳孔括約筋のM3受容体を遮断することにより散瞳を引き起こす。

## 乱用
欧州委員会が資金提供しているReDNetプロジェクトの研究者に拠ると、ロシアではトロピカミドが、安価な娯楽剤（せん妄発生剤）として静脈注射で用いられているとの事である。多くの場合、ヘロイン、メサドン、他のオピオイド薬と混合してそれらの作用増強が図られる。

## 立体化学
トロピカミドは立体中心を含み、2つのエナンチオマーからなる。 これは、ラセミ、すなわち、(R)との1：1混合物である。
| トロピカミドのエナンチオマー | トロピカミドのエナンチオマー |
| ---------------------------- | ---------------------------- |
| CAS-Nummer: 92934-63-9       | CAS-Nummer: 92934-64-0       |